# Geografia Wysp Dziewiczych Stanów Zjednoczonych

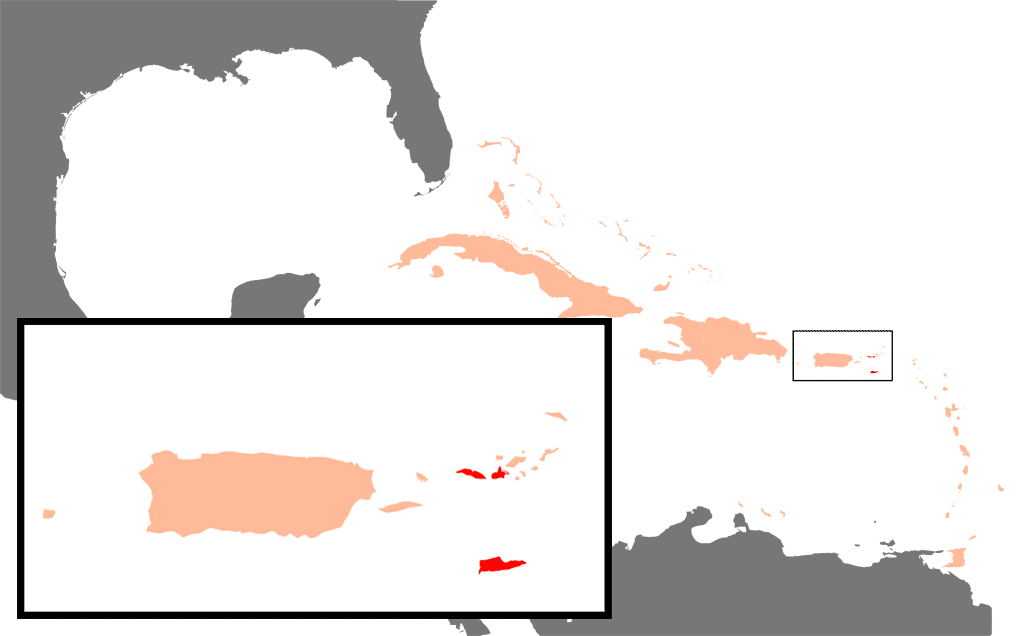
Położenie wysp

Wyspy Dziewicze Stanów Zjednoczonych – zamorskie terytorium Stanów Zjednoczonych, które leży w Ameryce Środkowej, w południowo-zachodniej części Wysp Dziewiczych (Małe Antyle), na wschód od wyspy Puerto Rico. Wyspy cechują się urozmaiconą rzeźbą terenu i tropikalnym klimatem. Wyspy Dziewicze zostały odkryte przez Krzysztofa Kolumba w 1493 r.

## Powierzchnia, skrajne punkty i granice
Powierzchnia - 355 km²

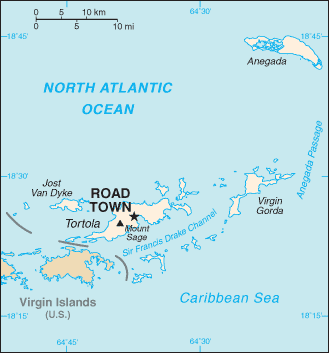
Mapa wysp

Skrajne punkty: północny 18°28'N, południowy 17°40'N, zachodni 65°10'W, wschodni 64°22'W.
Wyspy poprzez wody terytorialne Morza Karaibskiego graniczą od zachodu z Portoryko, a od wschodu z Brytyjskimi Wyspami Dziewiczymi.

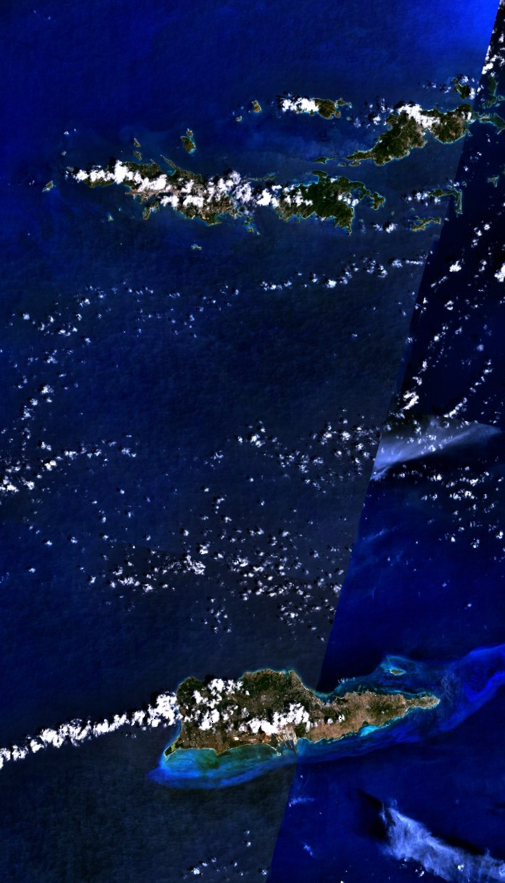
Zdjęcie satelitarne Wysp Dziewiczych Stanów Zjednoczonych

Linia brzegowa - 188 km

## Ukształtowanie poziome

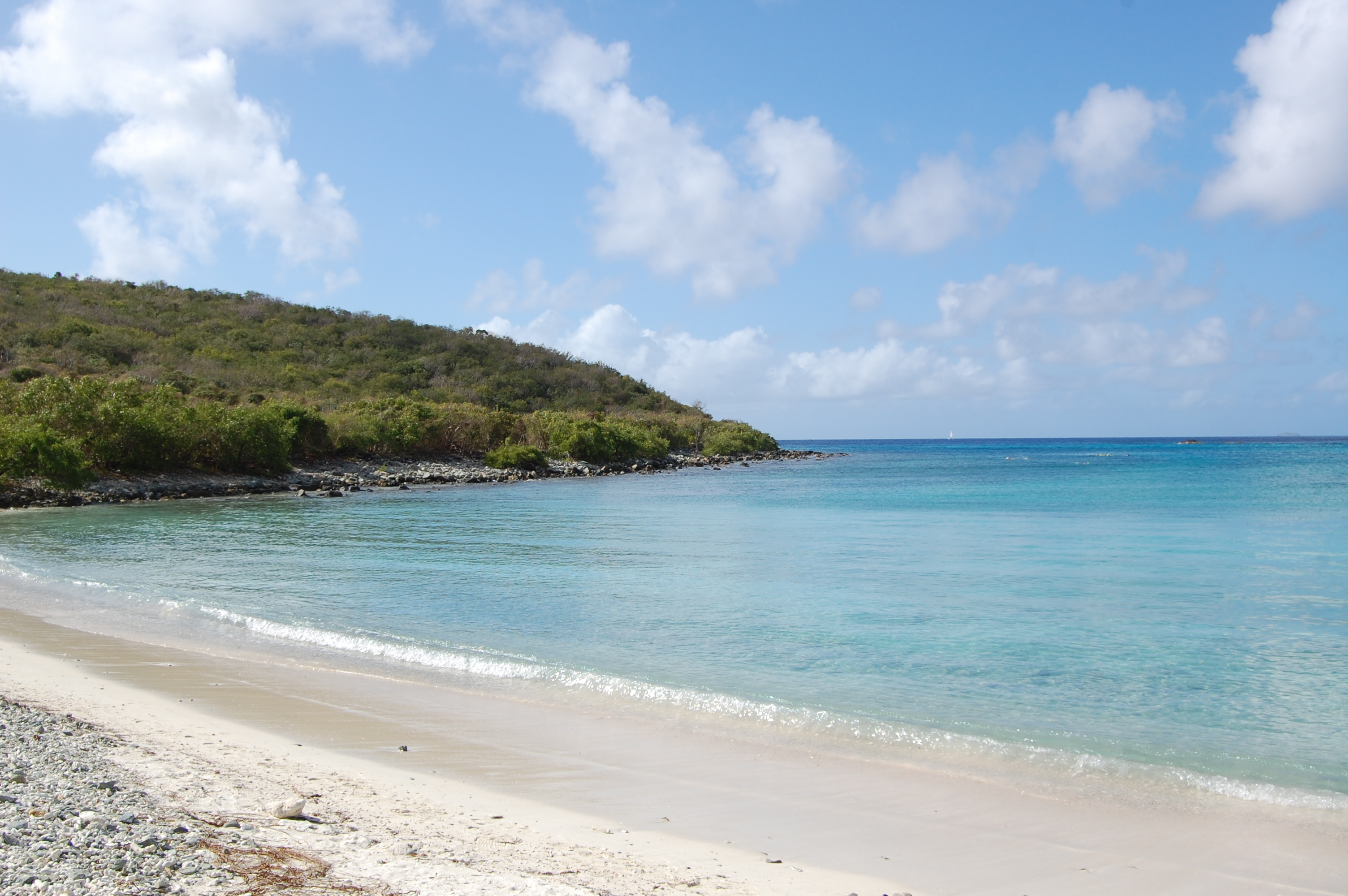
Wybrzeże jednej z wysp

Wyspy Dziewicze Stanów Zjednoczonych składają się łącznie z ponad 50 wysp i wysepek. Głównymi wyspami są: Saint Thomas (82 km²), Saint John (52 km²) i odosobniona, leżąca na południe od głównych wysp Saint Croix (218 km²). Wyspy, szczególnie Saint Thomas i Saint John cechują się dobrze rozwiniętą linią brzegową, podobnie jak wschodnia część Wysp Dziewiczych, należących do Korony Brytyjskiej. Liczne są przybrzeżne wysepki i skały. Wybrzeże jest przeważnie wysokie, ale w wielu miejscach także niskie, gdzie występują plaże. W niektórych miejscach zbocza wzniesień schodzą do morza.

## Budowa geologiczna i rzeźba
Wyspy Dziewicze Stanów Zjednoczonych wchodzą w skład antylskiego łuku wulkanicznego i zbudowane są ze skał wulkanicznych pochodzących z kredy i trzeciorzędu. Poza utworami wulkanicznymi występują także skały osadowe z trzeciorzędu. Utwory wysp zostały sfałdowane w czasie orogenezy alpejskiej. W niektórych miejscach, na powierzchni znajdują się młodsze, czwartorzędowe osady wapieni rafowych, a wokół wysp tworzą się współczesne rafy koralowe. Brak aktywności wulkanicznej.

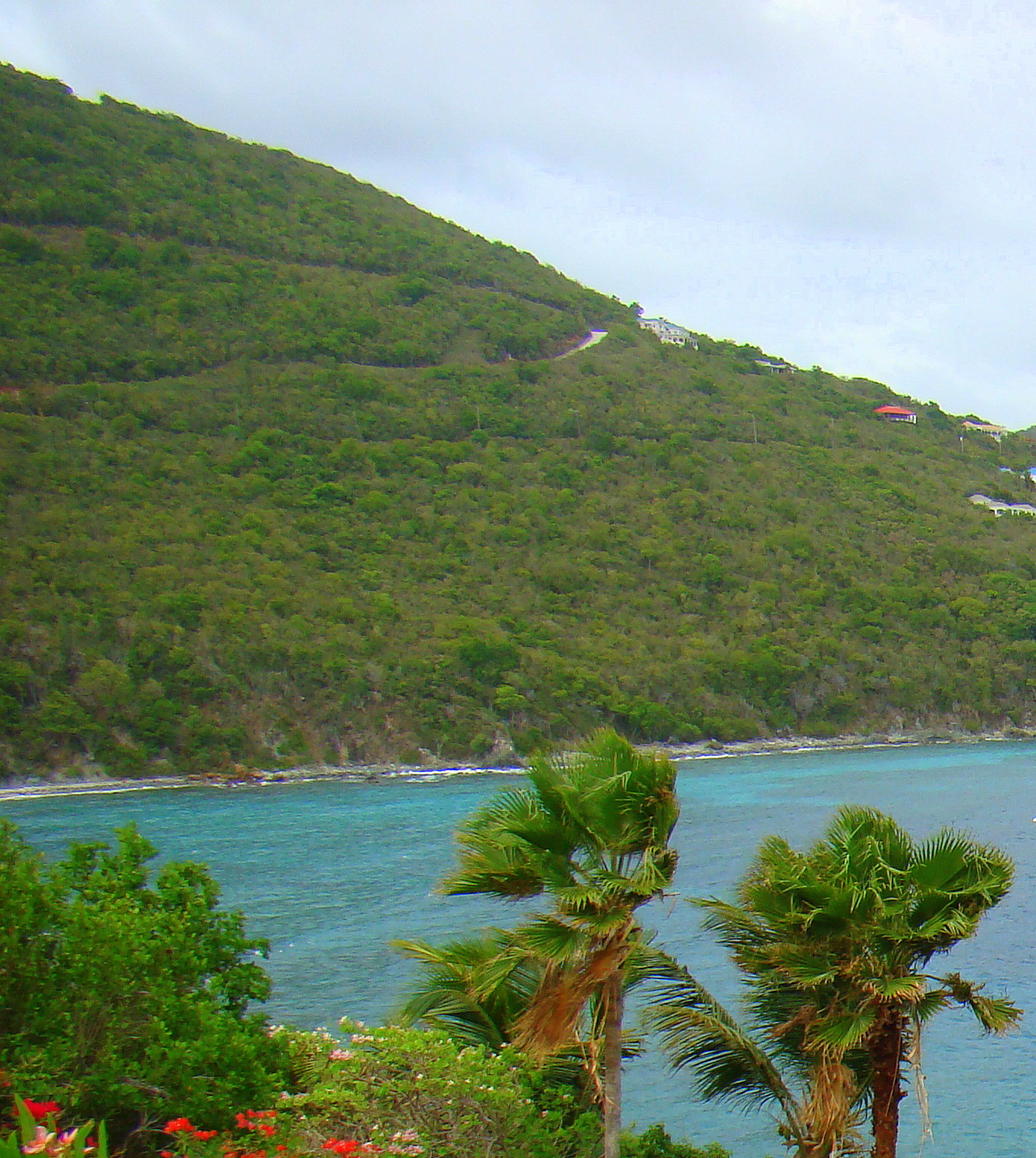
Wyspa Saint John

Wyspy należą do śródziemnomorza amerykańskiego. Rzeźba wysp jest urozmaicona, ale wysokość nad poziomem morza nie przekracza 500 m. Przeciętna wysokość wzgórz, które są nieodłącznym elementem krajobrazu archipelagu, to 250–350 m n.p.m. Najwyższy szczyt - Crown na wyspie Saint Thomas wznosi się na 473 m n.p.m. Stosunkowo niskie wzniesienia występują na największej wyspie - Saint Croix, gdzie duży udział mają tereny nizinne i miejscami wybitnie nizinne. Liczne niewielkie wyspy i wysepki posiadają górski charakter, cechując się zarazem niewielkimi wysokościami nad poziomem morza.

## Klimat

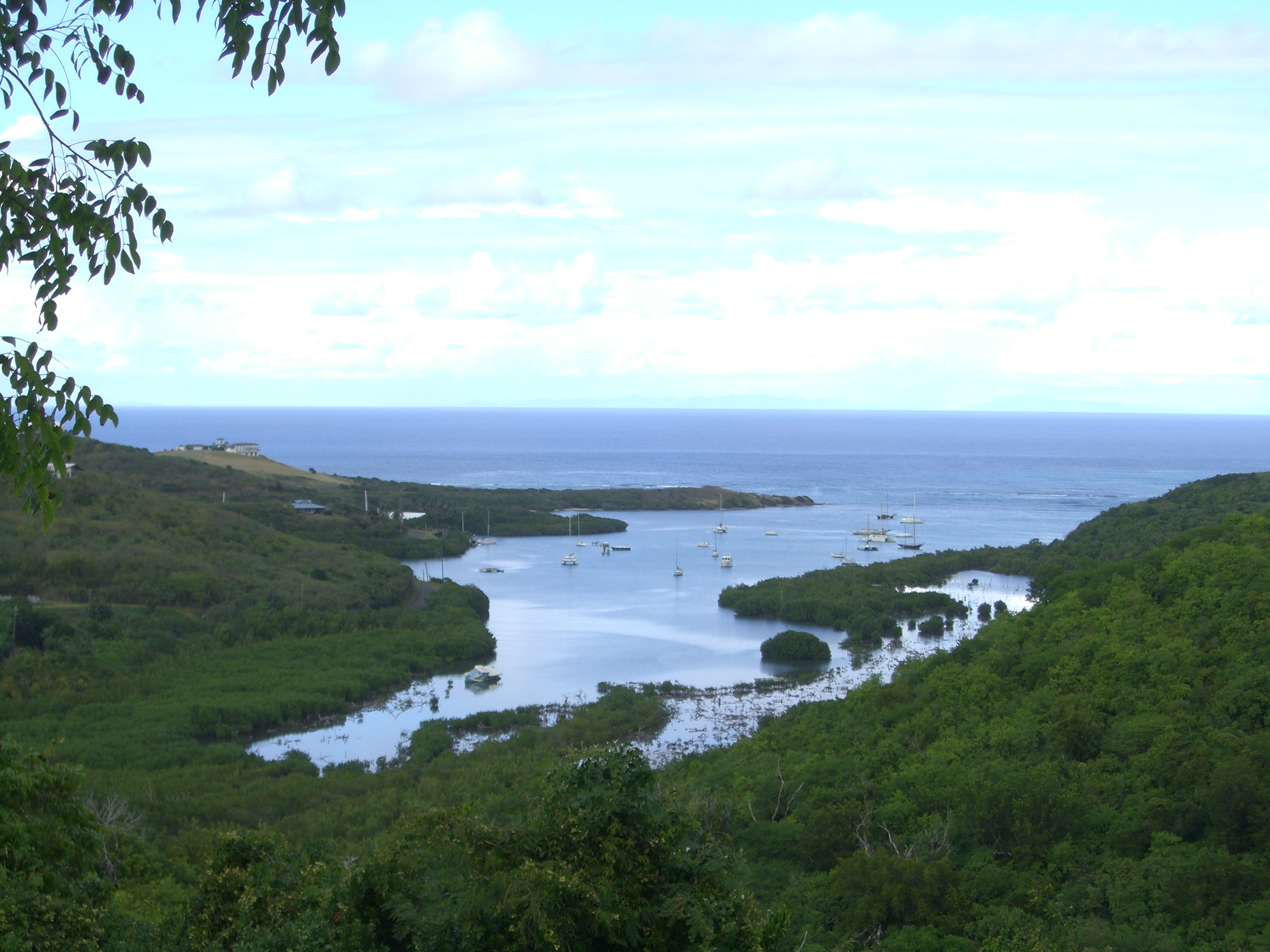
Widok na morze z wyspy Saint Croix

Archipelag Wysp Dziewiczych Stanów Zjednoczonych leży w strefie klimatu równikowego, który kształtują północno-wschodni pasat i ciepłe prądy morskie. Istotny wpływ ma także nasłonecznienie, gdzie minimalny kąt wysokości słońca 22 grudnia wynosi 49°.
Temperatury mają przebieg typowy dla klimatu równikowego, ze średnią roczną 26-27 °C. W okresie zimowym średnia dobowa wynosi 22-25 °C, latem to temperatury rzędu 26-30 °C. Występują niewielkie, ale widoczne różnice w skali roku. Dobowe amplitudy są niewielkie.
Opady są wysokie, gdzie średnie wartości roczne wynoszą powyżej 1 000 mm i nie są równomiernie rozłożone w ciągu roku. Występuje trzymiesięczna pora sucha, a największe wartości notuje się w okresie sierpień-wrzesień-październik. Miesięcznie może spaść ponad 140 mm deszczu. W tym okresie także region wysp nawiedzany jest przez cyklony tropikalne. Przez cały rok utrzymuje się wysoka wilgotność powietrza.

## Wody
Na wyspach występują niekorzystne warunki dla wód powierzchniowych i sieć rzeczna jest bardzo uboga. Rzeki są krótkie, mające postać niewielkich strumieni. Na wyspach nie ma także naturalnych zbiorników wodnych.

## Gleby
Wyspy Dziewicze Stanów Zjednoczonych należą do karaibskiej krainy glebowej i są pokryte czerwonymi glebami ferrytowymi. Gleby te są związane z wulkanicznym podłożem wysp.

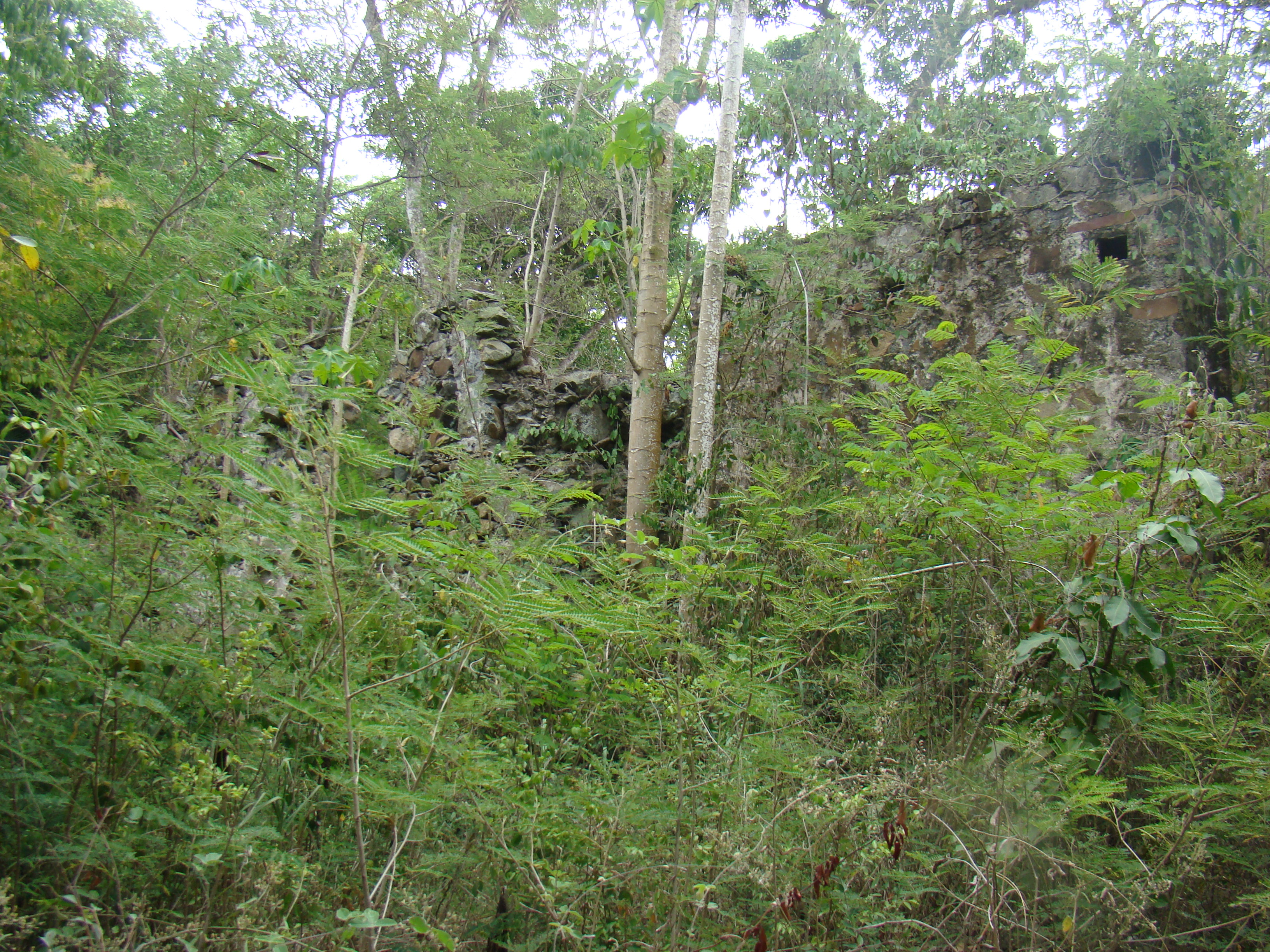
Las na wyspie Saint John

## Flora i fauna
Szata roślinna jest zachowana w różnym stopniu na każdej z wysp. Najbardziej zachowana przyroda jest na wyspie Saint John, gdzie lasy zajmują 2/3 powierzchni tejże wyspy. Naturalną szatę roślinną stanowią wiecznie zielone lasy podzwrotnikowe, których drzewa częściowo tracą liście w porze suchej. Charakterystycznymi drzewami wysp są palmy i gumbo limbo, posiadające błyszczącą korę. Największy udział ma roślinność krzaczasta i suchorośla, gdzie liczne są kaktusowate. Wybrzeża miejscami porośnięte są zaroślami namorzynowymi, a wokół wysp rosną rafy koralowe. W lasach charakterystyczne są liany, kolczaste krzewy, hibiskusy i orchidee, oraz wiele gatunków roślin kwietnych.
Świat zwierząt należy do antylskiej krainy neotropikalnej. Do ssaków należą głównie gryzonie i nietoperze, na wyspach występuje 6 gatunków nietoperzy. Największymi ssakami są żyjące w okolicznych wodach delfiny. Bogaty jest świat ptaków, zarówno tych lądowych, jak i wodnych. Łącznie na Wyspach Dziewiczych Stanów Zjednoczonych żyje 140 gatunków ptaków. Liczne są gady, jak żółw skórzasty, jaszczurki i węże.